# 築地米三郎
築地 米三郎（つきじ よねさぶろう、1923年9月15日 - 2012年3月30日）は、東京都出身の特撮監督、プロデューサー。

## 来歴
東京品川の大井町に生まれる。生家の前に「大井館」という映画館があり、5、6歳から映画館に毎日通うようになった。
1939年（昭和14年）、神田電機学校（現：東京電機大学）を卒業。父親の親友だった青島順一郎撮影技師の紹介で、映画会社新興キネマに入社。撮影助手となる。
1942年（昭和17年）、新興キネマが大都映画、日活と合併、「大日本映画製作株式会社」となる。各社とも社員を1/3にリストラしての合併だったが、「このなかに何とか残った」と語っている。
同年、日本軍の要請で大日本映画が『香港攻略 英國崩るゝの日』を製作。香港ロケに参加し、合成を手掛ける。
1945年（昭和20年）、「大日本映画製作株式会社」が「大映株式会社」となる。
1946年（昭和21年）、新生大映で特殊撮影キャメラマンに昇進。このあと、東宝を公職追放されフリーとなった円谷英二が大映に嘱託参加。円谷に師事して特撮の技法を学ぶ。
1954年（昭和29年）、ヨットを題材にした青春映画『真白き富士の嶺』（佐伯幸三監督）で、特殊撮影を初演出。ミニチュア撮影のほか、東洋現像所が当時日本で初めて購入したオプチカル・プリンターを使用し、「パン合成」（横移動を含めたフィルム合成）に成功。フィルムにずれの生じやすいこの高度な技法を、ズレを調整する機械を作って見事成し遂げ、永田雅一大映社長から「永田社長賞」を授与される。
大映では特撮描写はリアルさが求められ、前面に押し出されることがあまり無かった。撮影所でも特撮部門は力が弱く、築地も「監督」表記されることは無かった。が、やがて大作主義への移行と共に、大映も大規模な特撮映画を製作するようになっていく。
1956年（昭和31年）、カラーSF映画『宇宙人東京に現わる』（島耕二監督）に参加。的場徹を手伝う。同年、カラー作品『忘れじの午後8時13分』（佐伯幸三監督）で特撮を担当する。
1958年（昭和33年）、『氷壁』（増村保造監督）で、ザイル登山シーンの特撮を担当。セットのスケール感を出すため、当時小学校一年生だった長男と、その同級生に吹き替えをしてもらった。息子は泣きながら演じてくれたという。
同年、大映京都撮影所制作の『日蓮と蒙古大襲来』（渡辺邦男監督）に参加。大映京都には特撮課が無かったため、築地は特撮アドバイザーとして呼ばれた。
1962年（昭和37年）、70mm大作スペクタクル映画『秦・始皇帝』（田中重雄監督）の特撮を監督。当初『鯨神』（田中徳三監督）の担当予定で、段取りを組んでいたところ、永田雅一社長から撮入直前に急遽『秦・始皇帝』担当を命じられ、『鯨神』の特撮は的場徹にまかせることになったという。
1963年（昭和38年）、特撮パニック映画『大群獣ネズラ』を企画するが、「生きたネズミを使う」という撮影方法が衛生問題となり、組合争議にまで発展して撮影中途で頓挫してしまう。「テストまでして会社に損させてしまいました」と述懐している。
1965年（昭和40年）、『あゝ零戦』（村山三男監督）を担当。また同年、大映初の怪獣映画『大怪獣ガメラ』（湯浅憲明監督）の特撮を担当。大ヒットとなり、シリーズ化された「ガメラ映画」は大映のドル箱シリーズとなった。築地は「ネズラの失敗の後の名誉挽回です」と語っている。この年、特撮に理解の無い大映を見限って退社。国際放映に移籍する。
1966年（昭和41年）4月、「築地特撮プロダクション」（のち築地企画と改名）を設立。テレビ番組などで腕を振るう。
1967年（昭和42年）、『コメットさん』（TBS）の特撮を担当。「ギャラクシー賞」を受賞する。
以後、各分野に特撮技術を提供、映画、ビデオ作品100本以上をプロデュースし、後進の指導にも当たる。
1979年（昭和54年）、「映画の日」に表彰される。
2010年（平成22年）、文化庁より「映画功労賞」を授与される。
2012年（平成24年）3月30日、胸腺癌のため死去。88歳没。

## 人物・エピソード
新興キネマでは青島キャメラマンに師事したが、兄弟子には岡崎宏三がいた。特撮技師としては、戦後フリーだった円谷英二と交流があった。築地は神田電機学校出身の映画人だが、円谷もこの神田電機学校の出身である。
佐伯監督の強い要望で『真白き富士の嶺』で「パン合成」に成功するが、この作品は東洋現像所がオプチカル・プリンターを初めて導入し担当した作品だった。東洋現像所でもオプチカル・プリンターの使い方が分からず、当時、大映でベル・ハウエルを改造し、自家製のオプチカル・プリンターを試作していたため、築地は一週間ほど東洋現像所で光学合成の指導に赴いたという。
1956年（昭和31年）の『夜の蝶』（吉村公三郎監督）では、自動車のミニチュアが崖から落ちるミニチュア特撮で、ミニチュアを支持している仕掛けが見えないようエバーソフト（ゴム）を道路に貼り付ける「エバーソフト・システム」という技法を編み出した。が、三つのキャメラで高速度同時撮影されたラッシュフィルムを観た吉村監督は何が写っているのか理解できず、「こんなの使えないよ」と文句をつけてきた。そこで「明日の朝やり直して観せてやる」、「それじゃあ明日の朝お目にかかろう」と、売り言葉に買い言葉となった。築地は先だってのフィルムを5秒ほどのカットに編集し、翌朝吉村に観せたところ、吉村はその出来を絶賛し、「もう特撮のことには口を出さない」と頭を下げたという。築地は「カツドウヤの素人には、出来あがってからじゃないと見せられない」と語っている。この映画の特撮は、試写に訪れた原作者の川口松太郎に大変に褒められたという。
円谷監督とは、フィルム合成の技術交換で親しくなったという。大映には東京も京都も、撮影所には最後まで現像所が無かった。昭和30年代初頭、特殊な製法の必要な絵合成の際の現像液は、東洋現像所が提供してくれなかった。このため、大映で金湖という技術者と渡辺善夫とで現像液を研究し、発色現像に成功していた。当時渡辺は東宝を辞めてフリーだったが、大映で発色現像に成功した旨を円谷に報告したところ、当時東宝に復帰していた円谷が合成技師の向山宏と二人で出向いてきて教えを乞うたため、発色現像のノウハウをすべて伝授したという。
こういったいきさつで、築地が『あゝ零戦』の特撮を担当した際に、大映には戦闘機のミニチュアを作る技術も技術者もいなかったため、旧知の円谷英二に頼み込み、大映・東宝両者に内緒で零戦のミニチュアを個人的に貸出してもらった。『大怪獣ガメラ』でも、大規模特撮のノウハウが撮影所に無かったため、かなり円谷に相談に乗ってもらった。
1956年（昭和31年）の『豹の眼』（鈴木重吉監督）では、屋外プールで船のミニチュアの撮影を行ったが、フィルムの感度の悪かった時代で、曇天の天候待ちで手こずり、プールに入ってミニチュアの直しをしたところ、その晩になって盲腸炎を発症。即手術となり、1週間で抜糸して現場復帰し、何とか封切りに間に合わせたという。
1958年（昭和33年）の『日蓮と蒙古大襲来』では大映京都撮影所に出向し、この映画のために特撮大プールを作らせ、東京撮影所から船のミニチュアを運び込んだ。
築地は特撮について、「冒険であり、チャレンジ精神がなければ駄目」と語り、また「人間関係が大切だ」と語っている。
没年前年の2011年7月に刊行された『特撮ニュータイプ』8月号のインタビューにおいて、印象に残っている作品として、『幽霊塔』（昭和23年）、『細雪』（昭和34年）、『あゝ零戦』（昭和40年）、『大怪獣ガメラ』（同年）を挙げている。
なお、築地をモデルとした作品としては、川村清が雑誌に寄稿した小説『ゴメラの笛』と、横川寛人によるノンフィクション作品の『ネズラ1964』が存在する。川村は湯浅憲明の同期であり、当時の大映の美術課長で『大怪獣ガメラ』にも携わっていた。『ゴメラの笛』は大映の倒産直後に執筆され、大映の特撮陣の苦労を題材にしており、湯浅などのその他の実在の人物をモデルにしたキャラクターも登場している。

## 特殊撮影担当作品

### 映画
- 幽霊塔（1948年、大映東京）
- 母紅梅（1949年、大映東京）
- どぶろくの辰（1949年、大映東京）
- 雪割草（1951年、大映東京）
- 毒蛇島奇談 女王蜂（1952年、大映東京）
- 長崎の歌は忘れじ（1952年、大映東京）
- 五ツ木の子守唄（1954年、大映東京）
- 真白き富士の嶺（1954年、大映東京）
- 暁の合唱（1955年、大映東京）
- ブルーバ（1955年、大映東京）
- 豹の眼（1956年、大映東京）
  - 青竜の洞窟（1956年、大映東京）
- 午後8時13分（1956年、大映東京）
  - 忘れじの午後8時13分（1957年、大映東京）
- 女の肌（1957年、大映東京）
- 永すぎた春（1957年、大映東京）
- 夜の蝶（1957年、大映東京）
- 地上（1957年、大映東京）
- 春高樓の花の宴（1958年、大映東京）
- 氷壁（1958年、大映東京）
- 黒い炎（1958年、大映・北海道炭礦汽船）
- 日蓮と蒙古大襲来（1958年、大映京都）
- 細雪（1959年、大映東京）
- たそがれの東京タワー（1959年、大映東京）
- 氾濫（1959年、大映東京）
- 戦争シリーズ（大映東京）
  - 海軍兵学校物語 あゝ江田島（1959年）
  - あゝ零戦（1965年）
- セクシー・サイン 好き好き好き（1960年、大映東京）
- 痴人の愛（1960年、大映東京）
- 男は騙される（1960年、大映東京）
- 顔（1960年、大映東京）
- 銀座っ子物語（1961年、大映東京）
- 女は夜化粧する（1961年、大映東京）
- 五人の突撃隊（1961年、大映東京）
- 黒い十人の女（1961年、大映東京）
- 黒蜥蜴（1962年、大映東京）
- その夜は忘れない（1962年、大映東京）
- 秦・始皇帝（1962年、大映東京）
- やくざの勲章（1962年、大映東京）
- 嘘（1963年、大映東京）
- 夜の配当（1963年、大映東京）
- 黒シリーズ（大映東京）
  - 黒の死球（1963年）
  - 黒の切り札（1964年）
- 視界ゼロの脱出（1963年、大映東京）
- 風速七十五米（1963年、大映東京）
- ど根性物語 銭の踊り（1964年、大映東京）
- 悶え（1964年、大映東京）
- 裏階段（1965年、大映東京）
- 帯をとく夏子（1965年、大映東京）
- 狸穴町0番地（1965年、大映東京）
- 大怪獣ガメラ（1965年、大映東京）

### テレビ
- コメットさん（1967年、TBS・国際放映）